# IOK-1
IOK-1 ist eine der am weitesten entfernten zurzeit bekannten Galaxien. Sie wurde im April 2006 durch Masanori Iye vom National Astronomical Observatory of Japan mit dem Subaru-Teleskop auf Hawaii im Sternbild Haar der Berenike entdeckt. Untersuchungen der Lyman-Alpha-Linie ergaben eine Rotverschiebung von 6,96, was einem Alter von 12,95 Milliarden Jahren (also nur 750 Millionen Jahre nach dem Urknall) entspricht. Im September 2010 wurde im Hubble Ultra Deep Field die noch weiter entferntere Galaxie UDFy-38135539 entdeckt. Zuvor galt IOK-1 als am weitesten entfernte bekannte Galaxie.